# GR-82
Sierra de la Demanda es la denominación del sendero de Gran Recorrido GR-82 que parte de Pineda de la Sierra y recorre la comarca de la Sierra de la Demanda hasta Barbadillo de Herreros.
En Santo Domingo de Silos, el GR-82 empalma con el Camino de Santiago de Soria y la Ruta de la Lana.
- Datos: Q5872949